# Arvid Brorsson
Per Arvid Viking Brorsson (Örebro, 8 maggio 1999) è un calciatore svedese, difensore del Monza.

## Caratteristiche tecniche
È un difensore centrale.

## Carriera

### Club
Cresciuto nei settori giovanili di alcune delle squadre cittadine di Örebro, Brorsson ha esordito con la prima squadra dell'Örebro il 17 maggio 2017, disputando l'incontro di Allsvenskan perso 2-0 contro il GIF Sundsvall. In quella stagione ha collezionato le sue prime 14 presenze in Allsvenskan, di cui 10 da titolare. A fine anno ha iniziato a soffrire di mononucleosi che lo ha condizionato anche nell'avvio del campionato seguente, mentre una frattura al piede lo ha tenuto fuori causa per qualche mese a partire dall'estate 2018. Ha iniziato poi il torneo 2019 giocando con una certa regolarità, ma nell'agosto del 2019 una frattura alla tibia lo ha costretto a terminare in anticipo la sua stagione.
Dopo aver giocato (da subentrante) solo in due delle prime 11 giornate dell'Allsvenskan 2020, il 1º agosto 2020 è stato girato in prestito fino al termine della stagione all'Örgryte, nel campionato di Superettan, seconda serie nazionale. Prima dell'inizio del campionato 2021 è tornato all'Örgryte, questa volta però a titolo definitivo. La sua permenenza in rossoblu è durata fino al termine della stagione 2022, anch'essa conclusa con la salvezza.
Nel gennaio del 2023 è tornato a far parte di una squadra del campionato di Allsvenskan con l'ingaggio annuale da parte del Mjällby.
Il 29 gennaio 2025, prima dell'inizio ufficiale della stagione svedese di quell'anno, Brorsson viene acquistato dal Monza. Esordisce in Serie A il 16 febbraio nella partita casalinga pareggiata per 0-0 contro il Lecce, rilevando Danilo D'Ambrosio al minuto 78. 

### Nazionale
Ha giocato nelle nazionali giovanili svedesi Under-18, Under-19 ed Under-21.

## Statistiche

### Presenze e reti nei club
Statistiche aggiornate al 18 maggio 2025.
| Stagione        | Squadra         | Campionato      | Campionato | Campionato | Coppe nazionali | Coppe nazionali | Coppe nazionali | Coppe continentali | Coppe continentali | Coppe continentali | Altre coppe | Altre coppe | Altre coppe | Totale | Totale | Totale |
| Stagione        | Squadra         | Comp            | Pres       | Reti       | Comp            | Pres            | Reti            | Comp               | Pres               | Reti               | Comp        | Pres        | Reti        | Pres   | Reti   |        |
| --------------- | --------------- | --------------- | ---------- | ---------- | --------------- | --------------- | --------------- | ------------------ | ------------------ | ------------------ | ----------- | ----------- | ----------- | ------ | ------ | ------ |
| 2017            | Örebro          | A               | 14         | 0          | CS              | 0               | 0               |                    | -                  | -                  |             | -           | -           | 14     | 0      |        |
| 2018            | Örebro          | A               | 4          | 0          | CS              | 0               | 0               |                    | -                  | -                  |             | -           | -           | 4      | 0      |        |
| 2019            | Örebro          | A               | 15         | 0          | CS              | 0               | 0               |                    | -                  | -                  |             | -           | -           | 15     | 0      |        |
| 2020            | Örebro          | A               | 2          | 0          | CS              | 1               | 0               |                    | -                  | -                  |             | -           | -           | 3      | 0      |        |
| Totale Örebro   | Totale Örebro   | Totale Örebro   | 35         | 0          |                 | 1               | 0               |                    | -                  | -                  |             | -           | -           | 36     | 0      |        |
| 2020            | Örgryte         | S               | 20         | 0          | CS              | 0               | 0               |                    | -                  | -                  |             | -           | -           | 20     | 0      |        |
| 2021            | Örgryte         | S               | 23         | 0          | CS              | 0               | 0               |                    | -                  | -                  |             | -           | -           | 23     | 0      |        |
| 2022            | Örgryte         | S               | 25+2       | 0+1        | CS              | 0               | 0               |                    | -                  | -                  |             | -           | -           | 27     | 1      |        |
| Totale Örgryte  | Totale Örgryte  | Totale Örgryte  | 70         | 1          |                 | 0               | 0               |                    | -                  | -                  |             | -           | -           | 70     | 1      |        |
| 2023            | Mjällby         | A               | 29         | 2          | CS              | 4               | 0               |                    | -                  | -                  |             | -           | -           | 33     | 2      |        |
| 2024            | Mjällby         | A               | 28         | 2          | CS              | 5               | 0               |                    | -                  | -                  |             | -           | -           | 33     | 2      |        |
| 2025            | Mjällby         | A               | -          | -          | CS              | 1               | 0               |                    | -                  | -                  |             | -           | -           | 1      | 0      |        |
| Totale Mjällby  | Totale Mjällby  | Totale Mjällby  | 57         | 4          |                 | 10              | 0               |                    | -                  | -                  |             | -           | -           | 67     | 4      |        |
| gen.-giu. 2025  | Monza           | A               | 6          | 0          | CI              | -               | -               | -                  | -                  | -                  | -           | -           | -           | 6      | 0      |        |
| Totale carriera | Totale carriera | Totale carriera | 168        | 5          |                 | 11              | 0               |                    | -                  | -                  |             | -           | -           | 179    | 5      |        |

### Cronologia presenze e reti in nazionale
| Cronologia completa delle presenze e delle reti in nazionale ― Svezia under 21 | Cronologia completa delle presenze e delle reti in nazionale ― Svezia under 21 | Cronologia completa delle presenze e delle reti in nazionale ― Svezia under 21 | Cronologia completa delle presenze e delle reti in nazionale ― Svezia under 21 | Cronologia completa delle presenze e delle reti in nazionale ― Svezia under 21 | Cronologia completa delle presenze e delle reti in nazionale ― Svezia under 21 | Cronologia completa delle presenze e delle reti in nazionale ― Svezia under 21 | Cronologia completa delle presenze e delle reti in nazionale ― Svezia under 21 |
| Data                                                                           | Città                                                                          | In casa                                                                        | Risultato                                                                      | Ospiti                                                                         | Competizione                                                                   | Reti                                                                           | Note                                                                           |
| ------------------------------------------------------------------------------ | ------------------------------------------------------------------------------ | ------------------------------------------------------------------------------ | ------------------------------------------------------------------------------ | ------------------------------------------------------------------------------ | ------------------------------------------------------------------------------ | ------------------------------------------------------------------------------ | ------------------------------------------------------------------------------ |
| 7-6-2019                                                                       | Helsingborg                                                                    | Svezia under 21                                                                | 3 – 1                                                                          | Norvegia under 21                                                              | Amichevole                                                                     | -                                                                              |                                                                                |
| Totale                                                                         |                                                                                | Presenze                                                                       | 1                                                                              |                                                                                | Reti                                                                           | 0                                                                              |                                                                                |